# Franz Anton Sebastini
Franz Anton Sebastini (auch Franz Anton Sebastian; Franz Anton Schebesta; tschechisch František Antonín Šebesta, auch František Antonín Šebesta-Sebastini; * um 1724 in Kojetein; † 1789 in Proßnitz) war ein aus Mähren stammender Barockmaler und Freskant, der überwiegend in Oberschlesien tätig war.

## Leben
Sebastini, dessen Geburtsjahr mit 1724/25 angenommen wird, ist für die Jahre 1749 bis 1753 in Kojetein belegt, 1761 bis 1783 arbeitete er vor allem in Oberschlesien und danach vermutlich in Proßnitz. Er war überwiegend für kirchliche Auftraggeber tätig und schuf zahlreiche Fresken und Ölgemälde. In Oberschlesien arbeitete er häufig mit dem ebenfalls aus Mähren stammenden Bildhauer und Stuckateur Johann Schubert (* 1741 in Leipnik) zusammen. Die zahlreichen Aufträge in Oberglogau und Umgebung erteilte ihm der Grundherr, Reichsgraf Oppersdorf. Da Sebastini seine Werke nur selten signierte, ist die Zuschreibung nicht immer gesichert. Einige der Zuschreibungen wurden in letzter Zeit verworfen und dem ebenfalls in Oberschlesien tätigen Jesuiten Ignaz Raab zugeschrieben.

## Werke (Auswahl)
In Mähren

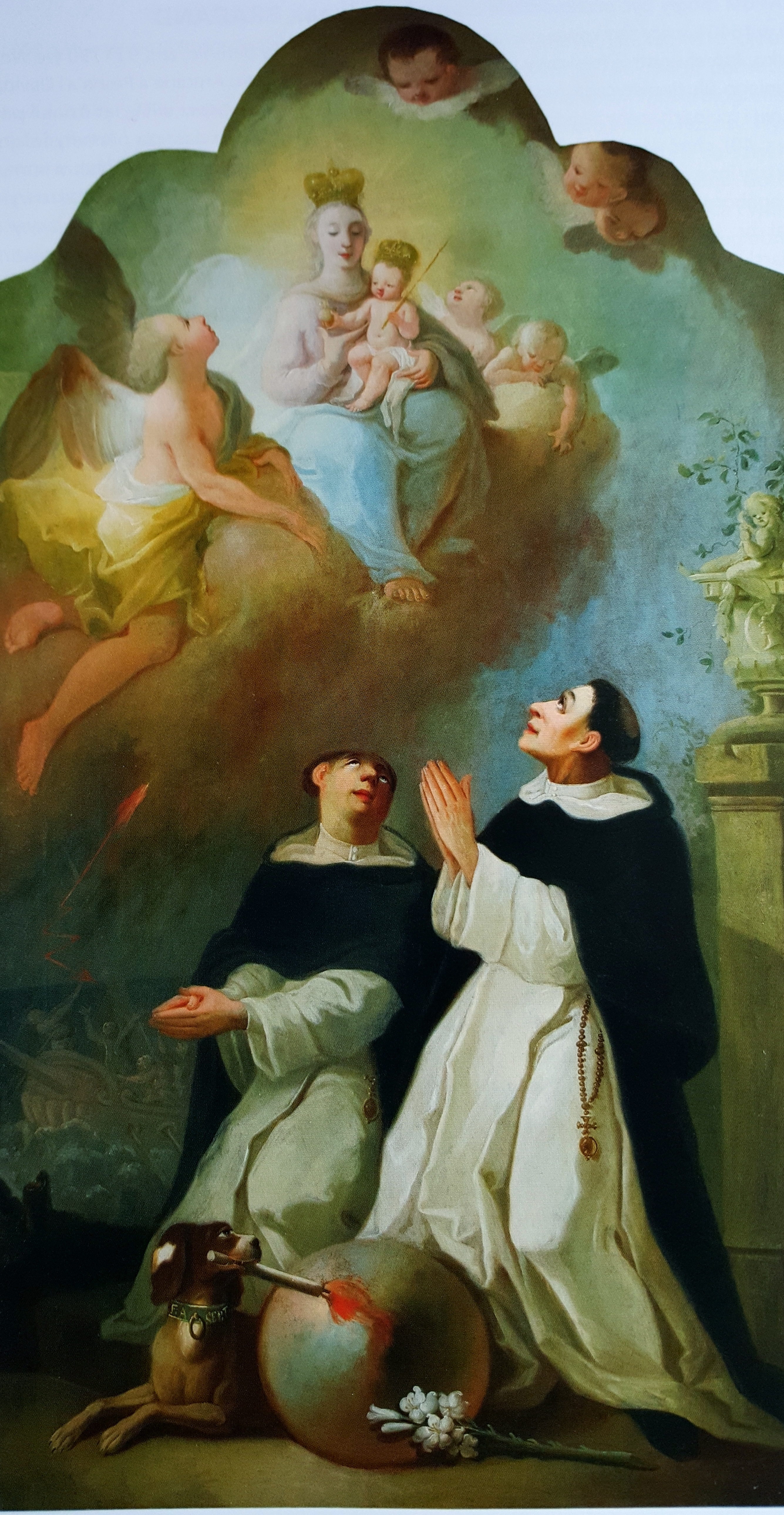
Franz Anton Sebastini, Madonna Różańcowa z Dominikami im Nationalmuseum Breslau

- Schloss Rájec nad Svitavou: Wandgemälde (nach 1763)
- Groß-Ullersdorf, Darstellungen aus der Passion Christi (1784)
- Sternberg, ehemaliges Augustiner-Kloster: Refektorium; ehemalige Klosterkirche (jetzt Pfarrkirche): Fresken
- Chvalnov, Kirche Jakobus des Älteren: Drei Altarbilder

In Oberschlesien
- Oberglogau:
  - Pfarrkirche St. Bartholomäus: Freskenmalerei im Chorgewölbe mit Darstellung der vier christlichen Tugenden; Wandgemälde mit Szenen aus dem Leben des hl. Bartholomäus; unter dem Musikchor Darstellung Auge Gottes, umgeben von den Symbolen der vier Erdteile. Das ovale Medaillon über dem Eingang zur St.-Josephs-Kapelle soll Sebastinis Selbstporträt sein. (1776–81)
  - Franziskanerkirche und Kloster. Innen- und Außengestaltung der Casa Santa mit biblischen Szenen (um 1770)
  - Spitalkirche St. Nikolaus. Gemälde des hl. Nikolaus (um 1780)
  - Schlosskapelle: Fresken mit Szenen aus dem Leben des hl. Johannes des Täufers (um 1780)
  - Rathaus: Muttergottes und Uranus als Gott der Zeit (um 1774, nicht mehr erhalten)
- Altzülz, Ölgemälde hl. Joseph (1780)
- Lonschnik, Pfarrkirche Mariä Heimsuchung: Deckengemälde Aus dem Leben der hl. Maria (1761)
- Matzkirch, Pfarrkirche St. Florian: Wand- und Deckenmalereien (nach 1773)
- Kujau, Pfarrkirche der Hl. Dreifaltigkeit: Hauptaltargemälde (1776)
- Schmitsch: Hauptaltargemälde Martyrium der hl. Katharina (um 1778)
- Kloster Rauden: Refektorium; Klosterkirche: Deckengemälde in der Hl.-Kreuz-Kapelle (um 1780)
- Waissak, Schloss: Rokokomalereien